# Nadjib Mohammedi
Nadjib Mohammedi (ur. 12 marca 1985 w Bordj Menaïel) – francuski pięściarz wagi półciężkiej pochodzenia algierskiego, były mistrz unii europejskiej EBU w boksie zawodowym.

## Kariera zawodowa
Na zawodowym ringu zadebiutował 25 marca 2005 roku, pokonując na punkty Magida Ben Drissa. W swojej 14. zawodowej walce zdobył mistrzostwo Francji w kategorii półciężkiej, pokonując na punkty Karima Bennamę. Tytuł obronił pięciokrotnie w latach 2008-2009. 
11 grudnia 2010 roku Mohammedi zmierzył się z Brytyjczykiem Nathanem Cleverly o mistrzostwo świata WBO w wadze półciężkiej. Po wyrównanym pojedynku, Brytyjczyk zwyciężył jednogłośną decyzją sędziów (111-116, 112-115, 113-115).